# Церква Святої Покрови (Бронники)

## Історія та архітектура

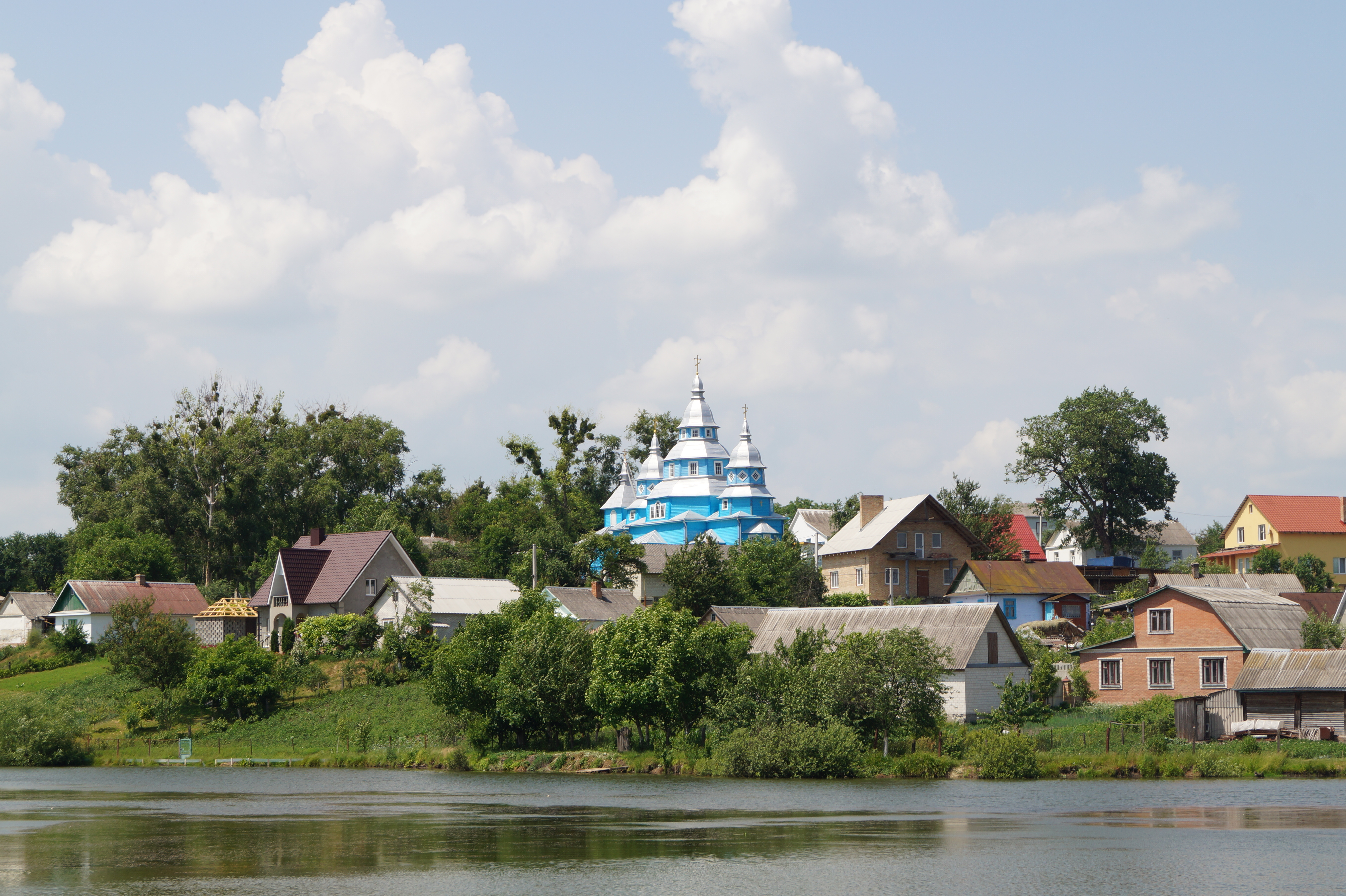
Краєвид на церкву

Церква Святої Покрови в с. Бронники зведена у 1928 р. за ініціативою о. Стефана Квятковьского (1890-1980). У 2016 р. надано статус пам’ятки архітектури місцевого значення. 
Побудована за проєктом 1923 р. визначного українського архітектора С.Тимошенка.  

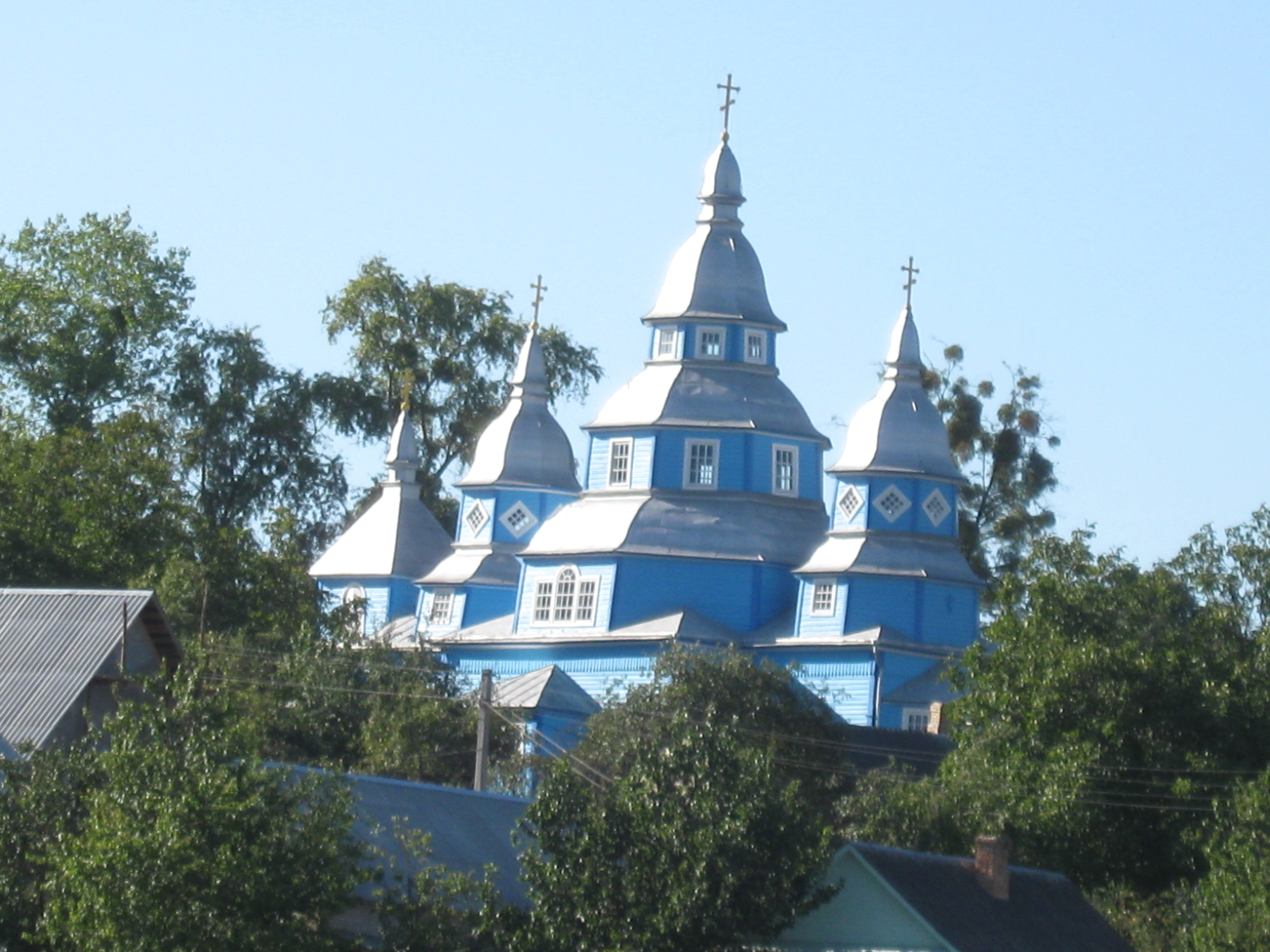
Свято-Покровська церква в с. Бронники

Запроєктована як взірцева для проєктування і будівництва православних храмів на території Волині у міжвоєнний період. Зведена на місці храму 1754 р., який був розібраний у зв’язку з ветхістю. Західніше, неподалік від нього у 1878 р. була споруджена дзвіниця. Існуючий сьогодні храм – тризрубна будівля, вздовж головної осі якої послідовно розташовуються приміщення притвору із дзвіницею над ним, бабинець, нава та вівтар з полігональною в плані апсидою. Кожний з елементів, крім дзвіниці, в плані наближений до квадрату. Пластику форм і мальовничість силуету будівлі створюють три високі восьмерикові верхи з нахиленими досередини стінами підбанників. Бані гранчасті з легким розширенням донизу. Кожну з них, як і дзвіницю, вінчає дзвоноподібна маківка. Центральний верх триярусний, бічні – двоярусні. Загалом характер завершення церкви свідчить про впливи українського бароко XVIII ст., а також народного церковного зодчества Придніпров’я і Лівобережжя. Суттєву роль у формуванні архітектурного образу відіграють вікна різної форми та пропорцій, що підкреслюють динаміку об’єму. Архітектурне вирішення двоярусної дзвіниці дещо відрізняється від стилістики храму в цілому у зв’язку з відхиленнями від проекту в процесі будівництва. У результаті, її верхній четверик вирішений традиційно – з арочними прорізами, що закриваються глухими ставнями. Дзвіниця накрита пірамідальним дахом. Церква є унікальним втіленням уявлень І-ї третини ХХ ст. про універсальний образ українського національного храму.
У 2016 р. ГО "Інститут українського модернізму" [Архівовано 26 березня 2017 у Wayback Machine.] відзначила настоятеля церкви протоієрея Бориса Вакуліна за збереження архітектурної автентичності храму.

## Див.також
- Бронники. Церква Святої покрови на http://decerkva.org.ua/riv/bronnyky.html [Архівовано 18 квітня 2017 у Wayback Machine.]
- Церква на Електронній карті спадщини дерев'яного церковного зодчества Рівненської області.
- Відео в рамках проекту “Архітектура дерев’яних церков Рівненщини: минуле, сучасне, майбутнє“ реалізованого громадською організацією "Інститут українського модернізму", м.Рівне